# 22. komunikacijska brigada (ZDA)
22. komunikacijska brigada je bila komunikacijska brigada Kopenske vojske Združenih držav Amerike.